# Jean-Marie Letawe
Jean-Marie Letawe est un footballeur belge né le 30 novembre 1936.

## Biographie
Jean-Marie Letawe est ailier gauche au Royal FC Liégeois où il forme avec Victor Wégria en pointe et Claude Croté à droite, une attaque redoutable fin des années 1950 et début des années 1960. Le club liégeois se retrouve aux premières places du championnat. Ainsi, il est vice-champion de Belgique en 1959 et en 1961.
Jean-Marie Letawe a également joué deux matchs en équipe de Belgique en 1960.
Avec son club, il participe à la Coupe des villes de foires, de 1964 et 1965.
Il rejoint le Royal Charleroi SC où il termine sa carrière en 1966.

## Palmarès
- International belge en 1960 (3 sélections dont 2 capes)
- Vice-champion de Belgique en 1959 et 1961
- 264 matches et 68 buts marqués en Division 1[3].